# جوان مود
جوان مود (بالإنجليزية: Joan Maude)‏ هي ممثلة بريطانية (وحملت سابقاً جنسية المملكة المتحدة لبريطانيا العظمى وأيرلندا)، ولدت في 16 يناير 1908 في المملكة المتحدة، وتوفيت بنفس المكان في 28 سبتمبر 1998.

## وصلات خارجية
- جوان مود على موقع IMDb (الإنجليزية)
- جوان مود على موقع قاعدة بيانات الفيلم (الإنجليزية)